# چامدو
چامدو (به تبتی: ཆབ་མདོ་གྲོང་ཁྱེར།، نویسه‌گردانی «ویلی»: chab mdo grong khyer، پین‌یین تبتی: Qamdo Chongkyir)(به چینی: 昌都市، به پین‌یین: Chāngdū Shì) یک شهر در سطح ولایت در جمهوری خلق چین است که در منطقه خودمختار تبت واقع شده‌است. چامدو ۱۱۰٬۱۵۴ کیلومتر مربع مساحت و ۶۵۷٬۵۰۵ نفر جمعیت دارد و ۳٬۲۴۰ متر بالاتر از سطح دریا واقع شده‌است.

## تقسیمات اداری
در اکتوبر سال ۲۰۱۴، «ولایت چامدو» به «شهر در سطح ولایت» ارتقاء یافت. در همین تاریخ، «شهر در سطح شهرستان» چامدو که تابع این ولایت بود نیز منحل شده. اراضی آن، شامل منطقهٔ شهری اصلی چامدو، منطقه کاروو تاسیس شد.
«شهر در سطح ولایت» چامدو به ۱ منطقه و ۱۰ شهرستان تقسیم شده است.
- منطقه کاروو (تا پیش از اکتوبر ۲۰۱۴: شهر در سطح شهرستان چامدو)
- شهرستان باشوی
- شهرستان بانبار
- شهرستان جومدا
- شهرستان دنگچن
- شهرستان ریووچه
- شهرستان زوگانگ
- شهرستان ژاگیاب
- شهرستان گونجو
- شهرستان لهورونگ
- شهرستان مارکام